# Дикомир Филиповић
Дикомир Филиповић (Београд, 2. август 1917 - Приштина 8. фебруар 1988) био је српски лекар, факултетски професор, есејиста и библиограф стручне медицинске литературе, првенствено француског говорног подручја и један од оснивача Српског лекарског друштва за Косово и Метохију и Медицинског факултета Универзитета у Приштини.

## Живот и каријера
Основно и средње образовање стекао у Београду и Куршумлији, магистрирао медицину на Универзитету у Београду 1946. године, a докторске студије завршио на Универзитету Сорбона у Паризу 1949. Током Другог светског рата, иако симпатизер антифашистичког покрета, одбија да буде члан било које политичке групације и настављa лекарску праксу у Војној болници у Београду код генерала проф. др Радмила Јовановићa. Своје прве научне радове објављује на пољу интерне медицине и реуматологије 1947. године.
Закључно са 1982. годином са француског и делимично немачког језика превео више од 1300 научних радова, часописа и књига превасходно у домену интерне медицине. Залагао се за савременији приступ лечењу болесника посебно у домену директнијег односа лекар - пацијент као и технологији рада у болницама.
Један од заговорника увођења институције „породичног” лекара по угледу на најразвијеније земље света тог времена, као и на већем ангажовању комплетног медицинског особљa на превентиви уместо методи пуког лечења многих болести, обољења и поремећаја. Радио на Интерној клиници Клиничко-болничког центра у Београду и КБЦ Приштина.
Начелник интерног одељења Опште болнице у Приштини од 1956. до 1973. године. Један је од оснивача Медицинског факултета у Приштини, где је радио као доцент a касније ванредни професор на предмету Интерна медицина. Одликован са више признања, плакета и награда, између осталог и Орденом рада са златним венцем 1974. године додељеним од стране председника СФРЈ Јосипа Броза Тита.
Идејни творац и један од оснивача Српског лекарског друштва на Косову (СЛД) уједно и председник СЛД Приштине у два мандата (1960 – 1964). Биран за председника одбора за здравље Приштинског среза у више наврата.
Космополита и франкофил, одличан познавалац француског језика, историје и културе, изврсни шахиста и познавалац музичке и филмске уметности.
Представник доајенске генерације интерне медицине на Косову, са великом улогом у подизању степена свести и нивоа здравствене заштите на овим просторима.
 
Улица у приштинском насељу Сунчани брег носила је његово име до 1999. Старији полубрат академика др Вукашина Вука Филиповићa, председника Академије наука и уметности Косова (1986 – 1990).